# Chrysler R-Plattform
Chrysler R-Plattform war die interne Bezeichnung eines Automodells des amerikanischen Automobilherstellers Chrysler, das zwischen 1979 und 1981 von den Marken Chrysler, Dodge und Plymouth in geringfügig voneinander abweichenden Varianten verkauft wurde. Die Chrysler R-Modelle waren Fahrzeuge der sog. Fullsize-Klasse.

## Entstehungsgeschichte
Die erste Ölkrise 1973 führte zu erheblichen Absatzeinbußen der bisherigen amerikanischen Fullsize-Modelle, die bis zu sechs Meter lang waren und zum Teil ein Leergewicht von über 2,5 Tonnen aufwiesen. General Motors und Ford reagierten darauf mit einer als Downsizing bezeichneten Entwicklung, die zu einer erheblichen Längen- und Gewichtsreduzierung ihrer Oberklassemodelle führte und eine spürbare Senkung des Verbrauchs zum Gegenstand hatte. 1977 führte General Motors beispielsweise im Rahmen des Projekts 77 den deutlich verkleinerten B-Body ein. Die auf ihm beruhenden Modelle Buick Le Sabre und Electra, Cadillac DeVille, Chevrolet Caprice, Oldsmobile 88 und 98 sowie Pontiac Parisienne waren 300 bis 400 kg leichter und je nach Aufbau 250 bis 360 mm kürzer als ihre Vorgänger. Ford zog 1978 mit dem auf der Panther-Plattform beruhenden LTD und dem davon abgeleiteten Mercury Marquis nach, die 380 mm kürzer und etwa 350 kg leichter waren als die vorherigen Modelle.
Chrysler, der kleinste der drei großen amerikanischen Automobilhersteller, vollzog das Downsizing nur sehr verzögert nach. 1978, als General Motors und Ford bereits für alle Divisionen die verkleinerten Oberklassemodelle anbieten konnten, hatte Chrysler noch kein geeignetes Konkurrenzprodukt entwickelt. Der Verkauf der großen Dodge Royal Monaco und Plymouth Gran Fury war bereits eingestellt worden. Im Fullsize-Segment bot Chrysler nur noch die in den frühen 1970er Jahren konzipierten Modelle Newport und New Yorker an, die im Vergleich zu den neuen Modellen von General Motors und Ford kaum noch verkauft werden konnten. Während allein Chevrolet 1978 über 600.000 Exemplare des neuen Caprice verkaufte, setzte Chrysler nur etwas mehr als 83.000 Fahrzeuge der alten Newport- bzw. New Yorker-Reihe ab.
Chryslers Bedarf nach einer größen- und gewichtsreduzierten Oberklasse war offensichtlich. Da sich das Unternehmen allerdings in den 1970er Jahren in einer schweren Struktur- und Finanzkrise befand, konnte es die erforderlichen Entwicklungsarbeiten nur verzögert und eingeschränkt leisten. Das Downsizing konnte erst Anfang 1979 vollzogen werden, als Chrysler den R-Body und drei darauf beruhende Fullsize-Modelle präsentierte.

## Technik

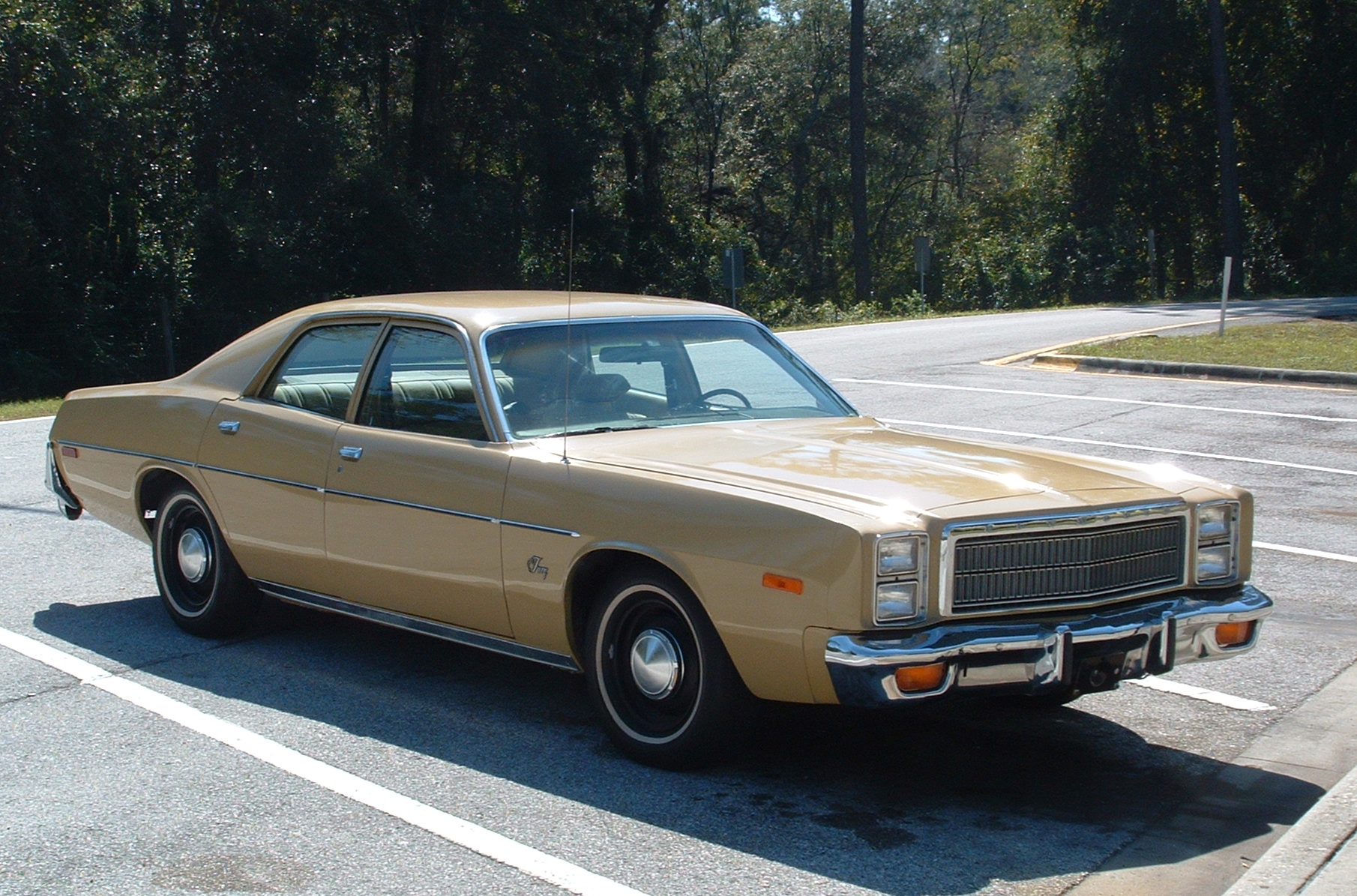
Technische Basis der R-Plattform: Intermediate-Reihe der B-Body-Familie (hier: Plymouth Fury von 1978)

Die Entwicklung der R-Plattform begann erst im Frühjahr 1977 unter erfolgte unter Zeitdruck. Deshalb, vor allem aber aus Kostengründen konnte Chrysler – anders als General Motors und Ford – für die Fullsize-Modelle keine gänzlich neue Plattform konstruieren. Die Unternehmensleitung entschied sich vielmehr frühzeitig für eine Überarbeitung der hauseigenen B-Plattform, die zu dieser Zeit bereits über 15 Jahre alt war. Sie hatte 1962 mit dem Dodge Polara und dem Plymouth Fury debütiert; 1978 wurde sie noch beim Dodge Monaco, beim Plymouth Fury, beim Chrysler Cordoba und dem Dodge Charger sowie dem Dodge Magnum verwendet. Die Vergrößerung bekannter Plattformen hatte bei Chrysler Tradition: Bereits die M-Plattform (Chrysler LeBaron, Dodge Diplomat) war 1977 durch eine Verlängerung der F-Plattform (Dodge Aspen, Plymouth Volare) entstanden.

### Fahrwerk
Für die R-Plattform wurde der Radstand des B-Body auf 3010 mm verlängert. Er war damit geringfügig länger als bei den Konkurrenzmodellen von General Motors und Ford. Das Fahrwerk und die Strukturen der B-Plattform wurden in weiten Teilen übernommen. Die Radaufhängung war hier wie dort konventionell. An den Vorderrädern verwendete Chrysler weiterhin Drehstabfedern, die in ihrer Grundform bereits 1957 eingeführt worden waren; hinten hatte das Modell eine blattgefederte Starrachse. Die Verzögerung erfolgte vorn durch Scheibenbremsen, hinten durch Trommelbremsen.

### Karosserie
Die neue Fullsize-Klasse war ausschließlich als viertürige Limousine mit fest stehender B-Säule (sog. Pillared Hardtop) konzipiert; ein zweitüriges Coupé und ein großer Kombi, die noch bei den Vorgängern zur Modellpalette gehört hatten und die die Konkurrenten nach wie vor im Angebot hatten, war nicht vorgesehen.
Bei der Gestaltung der Karosserie hatten die Designer Wert darauf gelegt, den Eindruck unveränderter Größe zu erwecken. Der Kofferraum und die Motorhaube blieben lang, während die Fahrgastzelle einen gedrungenen Eindruck machte. Insgesamt waren die Proportionen nicht so ausgewogen wie bei den neuen Fullsize-Modellen von General Motors.
Chryslers Planungen sahen vor, die R-Plattform von den einzelnen Divisionen des Konzerns mit unterschiedlichen Bezeichnungen verkaufen zu lassen. Im Interesse einer möglichst kostengünstigen Produktion verwendeten alle Varianten die gleiche Karosserie; lediglich bei der Gestaltung der Frontpartie und teilweise auch der Heckpartie wiesen sie Abweichungen auf (im Fall des Spitzenmodells, des Chrysler New Yorker, kam ein Landau-Dach im hinteren Bereich hinzu, das diesem Modell vorbehalten war).

### Motorisierung
Die Motorisierung bestand aus Sechs- und Achtzylindermotoren:
- Als Basismotorisierung aller Modelle mit Ausnahme des Topmodells Chrysler New Yorker diente ein 3,7 Liter (225 Kubikzoll) großer Reihensechszylinder mit 110 PS. In Kalifornien sank die Leistungsausbeute auf unter 90 PS. Diese zumeist an Behörden abgegebenen Modelle waren deutlich untermotorisiert; ihre Höchstgeschwindigkeit lag bei nur 140 km/h.[10]

- Auf Wunsch war ein V8-Motor mit 5,2 Litern Hubraum (318 Kubikzoll) und 135 PS lieferbar

- In den ersten beiden Produktionsjahren konnte zudem ein 5,9 Liter (360 Kubikzoll) großer Achtzylindermotor mit 150 PS (Doppelvergaser) oder 195 PS (Zweifach-Registervergaser) bestellt werden.

- Daneben gab es besondere Varianten für Kalifornien, wo strengere Abgasvorschriften galten. Im Hinblick darauf wurde die Leistung der Motoren in unterschiedlichem Maße reduziert.

Eine Dreigang-TorqueFlite-Automatik zählte in jeder Motorisierungsstufe zur Serienausstattung.

## Die Modellfamilie der R-Plattform
Die neuen Fahrzeuge der R-Plattform wurden zum Modelljahr 1979 vorgestellt. Anfänglich gab es zwei Chrysler-Varianten und eine Dodge-Version; ein Plymouth-Modell war in den Planungen zunächst nicht vorgesehen. Aufgrund anhaltender Nachfragen von Flottenbetreibern, die an einer besonders preiswerten Version des Fahrzeugs interessiert waren, wurde zum Modelljahr 1980 ein weiterer Ableger für die Plymouth Division nachgeschoben.
| Marke    | Modell     | Bauzeit   | Bild                |
| -------- | ---------- | --------- | ------------------- |
| Chrysler | Newport    | 1979–1981 | Chrysler Newport    |
| Chrysler | New Yorker | 1979–1981 | Chrysler New Yorker |
| Dodge    | St. Regis  | 1979–1981 | Dodge St. Regis     |
| Plymouth | Gran Fury  | 1980–1981 | Plymouth Gran Fury  |

## Die Aufnahme auf dem Markt
Die Fahrzeuge der R-Plattform waren kein kommerzieller Erfolg. Im Gegensatz zu den größenreduzierten Fullsize-Modellen von General Motors und Ford konnte Chrysler von Anfang an nur geringe Stückzahlen verkaufen. Am erfolgreichsten war der Chrysler Newport, von dem im Jahr seiner Vorstellung etwas über 78.000 Exemplare hergestellt wurden. Alle anderen Mitglieder der Modellfamilie waren 1979 und in den Folgejahren deutlich erfolgloser. Im letzten Lebensjahr der R-Plattform wurden nur noch niedrige fünfstellige Produktionszahlen erreicht.
Zur Erklärung des geringen Erfolges wird zumeist darauf verwiesen, dass die Wagen der R-Plattform zu spät – oder „zur falschen Zeit“ – kamen: Die R-Modelle erschienen gerade zu dem Zeitpunkt, als die zweite Ölkrise begann und der Markt für große Fahrzeuge zusammenbrach. Auch GM und Ford verkauften 1979 und vor allem 1980 deutlich weniger Fahrzeuge der Fullsize-Reihe als in den Vorjahren. Anders als Chrysler hatten sie aber 1977 und 1978 mit ihren neuen Modellen den Markt zunächst gut bedienen und ihre Investitionen jedenfalls teilweise amortisieren können.
Verstärkt wurde der geringe Erfolg einerseits durch die Imagekrise des Chrysler-Konzerns, der 1979 am Rand der Zahlungsunfähigkeit stand, und durch vielfach problematischen Eigenschaften der Autos selbst. So wurde die ausgesprochen groß wirkende Karosserie in der Zeit der Sparsamkeit erfordernden Ölkrise als Symbol einer vergangenen Epoche wahrgenommen; es entstand der Eindruck, als hätte Chrysler die Zeichen der Zeit verschlafen. Schwerer noch wogen die erheblichen Qualitätsmängel, die auf fehlerhafte Entwicklung und nachlässige Fertigung zurückzuführen waren. Eine unternehmensinterne Studie ging davon aus, dass kein einziges Fahrzeug das Fließband mangelfrei verließ; auf 100 produzierte Fahrzeuge kamen 1077 Mängel, sodass jedes Fahrzeug durchschnittlich mit elf Mängeln ausgeliefert wurde. Zusammen mit der Produktionsvorbereitung für das neue K-Car (Dodge Aries, Plymouth Reliant) führte Chrysler unter der Leitung von Lee Iacocca 1979 ein nachhaltiges Qualitätsmanagement durch, das eine deutliche Verringerung der Fehlerrate zur Folge hatte. Eine Untersuchung aus dem Jahr 1980 kam zu dem Ergebnis, dass die von der Polizei eingesetzten R-Cars des Modelljahrs 1980 die besten Polizeiwagen waren, die Chrysler zwischen 1956 und 1980 geliefert hatte.
Ab 1980 kam der Absatz der R-Modelle an private Kunden weitgehend zum Erliegen. Die Chrysler Newport, Dodge St. Regis und vor allem die Plymouth Gran Fury wurden nun weitestgehend an Flottenabnehmer wie Autovermieter oder Behörden geliefert.
Ende 1981 stellte Chrysler die Produktion der R-Modelle ein. Ihre Nachfolger Chrysler Fifth Avenue, Dodge Diplomat und Plymouth Gran Fury beruhten auf der 1977 präsentierten M-Plattform.